# Embriotrof
Embriotrof, mleczko maciczne – wydzielina endometrium (błony śluzowej macicy) oraz przesącz krwi matki, zawierające substancje odżywiające embrion większości ssaków w okresie przed zagnieżdżeniem się w błonie śluzowej macicy.